# Eger
Eger (tiếng Hungary phát âm: [ɛɡɛr]; Đức: Erlau, Thổ Nhĩ Kỳ: Eğri) là thành phố lớn thứ hai ở miền Bắc Hungary, thủ phủ hạt Heves, phía đông của dãy núi Matra. Eger được biết đến với lâu đài, phòng tắm nhiệt, các tòa nhà lịch sử (bao gồm cả các tháp phía bắc Thổ Nhĩ Kỳ), và rượu vang đỏ và vang trắng.
Eger được cho là xuất phát từ égerfa từ tiếng Hungary. Trong tiếng Đức, thị trấn được biết đến là Erlau, trong tiếng Latin là Agria, tiếng Serbia và tiếng Croatia là Jegar / Јегар hoặc Jegra / Јегра,trong tiếng Slovak là Jager, tiếng Ba Lan là Jagier, và tiếng Thổ Nhĩ Kỳ là Eğri.
Eger có dân định cư từ thời kỳ đồ đá. Eger ngày nay được thành lập vào thế kỷ thứ 10 bởi St Stephen (997-1038), vua Thiên chúa giáo đầu tiên của Hungary, người thành lập một see giám mục tại Eger. Các nhà thờ đầu tiên của Eger được xây dựng trên đồi lâu đài, nay là lâu đài Eger. Eger phát triển xung quanh nhà thờ trước đây của nó và vẫn còn một trung tâm tôn giáo quan trọng tại Hungary kể từ khi thành lập. Các thế kỷ 14-16 là giai đoạn của sự thịnh vượng cho Eger. Winegrowing, thị trấn vẫn nổi tiếng, bắt đầu được quan trọng khoảng thời gian đó. Các giám mục của Eger xây dựng các tòa nhà trong thành phố xinh đẹp trong thế kỷ 18 và 19.